# 野村再生工場
野村再生工場（のむらさいせいこうじょう）は、野村克也が、監督として、他球団を戦力外になった選手を再活躍させることに対して名付けられた、日本のプロ野球界における通称である。
成績が振るわずトレード要員となった選手や、他球団を自由契約となった選手の中で、活躍の余地が見込まれるプロ野球選手を、野村の助言や指導によって再度活躍の機会を与える手法として、後にこの言葉が定着するようになった。

## 概要
これまでNPB他球団で燻っていた状態の選手、あるいは同じくNPB他球団で本来の実力を出し切れていない選手に対して、蘇らせればまだ復活の芽はあると野村が判断した選手を、NPB各球団での監督時代の野村は積極的に獲得し、またその選手や在籍チームの適正に合わせた教育や指導を実施して、その選手をプロで有効に使えるレベルまでに蘇らせたことで、その手法は注目されるようになった。
そのはしりは、当時野村が選手兼任監督をしていた南海ホークスに他球団から移籍した江本孟紀と山内新一の2人であった。前者は移籍まで1勝も挙げておらず、後者も入団から4年間在籍していた読売ジャイアンツでわずか14勝止まりであったが、南海移籍後に野村の指導とアドバイスで大きく飛躍し、その結果、江本は南海在籍期間の4年間だけで52勝を挙げることができ、山内も同5年間で71勝を挙げるまでに成長し、野村による再生が成功した。
後にこの手法が外部より「野村再生工場」と呼ばれることとなり、他球団からは「あいつ（野村が監督している球団）が欲しいと言ってくる選手は出すな」と警戒されるようにもなった。
1976年、阪神タイガースで活躍していた江夏豊を上記の江本らとのトレードで獲得し、最初は先発で活躍したが、移籍初年度に血行障害と心臓疾患が発生したことで、先発完投が困難となり、翌1977年のシーズン時に野村は江夏にリリーフに回ることを説得した。先発に固執する態度を執拗に見せていた江夏に対して「野球界に革命を起こそうや」との口説き文句で納得させ、その野村の考えに納得した江夏もリリーフで活躍した。江夏は南海には2年在籍したのみだったが、その後も移籍先でリリーフエースとして活躍し、広島東洋カープや日本ハムファイターズ在籍時には「優勝請負人」と称されるまでに評価されることになった。
他球団から移籍してきた選手のみならず、時には元々より自球団に在籍している生え抜き選手に対しても、この手法でレベルを向上させていた。再生が成功した選手は、選手寿命が3年間ほど伸びたと言われている。野村は「金がある球団はポンポン選手を捨てる。私は選手が捨てられたごみ箱をあさり、まだ使える選手を拾ってくる」と、一方では選手を使い捨てする球団に対して苦言を呈しながら、もう一方では選手の再生に意欲的なコメントをしたこともあった。
野村自身は「再生工場の本質が何かと言えば、それは自信の回復ですよ」と語っている。

## 各方面からの評価
この手法について、現役最晩年に野村の下でプレーしていた八重樫幸雄は「いろいろな監督のもとで野球をやってきたが、野村さんくらいベテラン選手の心境に配慮をする監督は他にはいなかったであろう。野村さん自身が南海時代の兼任監督からロッテに移ってうまく使ってもらえなくて、すぐにまた西武に移籍したりして選手生活の晩年は恵まれなかったことがあるから、そういう考えができたのではないか」と考察している。
日本経済新聞出版社が発行した、「プロ野球 平成名勝負」の著者で日本経済新聞社の編集委員でもあった篠山正幸は、1996年に広島東洋カープを自由契約選手となった小早川毅彦を翌1997年にヤクルトスワローズが獲得し、野村はその年の開幕戦のクリーンナップに小早川を起用し、3打席連続の本塁打を記録してチームの開幕戦勝利に貢献させたことを「野球のエリートのプライドと戦力外通告の屈辱の化学反応のエネルギーを、野村監督は巧みに引き出した」と野村再生工場の炸裂を評し、また小早川個人に対しても「監督自身の経験から、ためこんだものに十分な火花になることを確信していたのだろう」とコメントを寄せていた。
また、上記の江本は「『再生工場』は「男気」と「理論」の結晶」と語る。
しかし、野村と確執のあったヤクルトの元スカウト片岡宏雄は自著で選手を使い捨てにした野村再生工場と称し「いま欲しい人材を急造し、チームにはめ込む。他球団で結果の出なかった選手は生き残りに必死だから、ある程度の結果を残す場合もある。だが、それも持って一・二年だ。そのあと、そのポジションにぽっかり穴が開いてしまうのだ。同時にこれは選手の使い捨てにも繋がる。勝利のために人をもののように扱うまさに『工場』なのだが、スカウトからすると、どこかやるせない気持ちになったものだ。」と独自の理論で批判を展開している。

## 野村の指導によって再活躍した主な選手
以下に挙げている選手が野村のアドバイスなどによる指導で、成績をV字回復させ、再度一軍の常連クラスおよびトップクラスで活躍することが叶った主な選手である。中には山﨑武司のように過去最高クラスの個人成績を残す選手も現れた。
なお、上記で既に述べた選手は含めていない。
南海時代
- 松原明夫[10]

1973年に巨人より移籍。移籍前は3年通算0勝3敗であったが、移籍初年度に7勝を挙げてリーグ優勝に貢献し、南海時代の4年間で32勝をマーク。
ヤクルト時代
- 田畑一也[11]

1995年オフにダイエーから移籍。移籍前は通算2勝だったが、1997年に最優秀バッテリー賞を受賞するなど活躍し、「野村再生工場の最高傑作」と称された。
- 辻発彦[2]

1995年オフ、西武からの引退勧告・コーチ就任要請を拒否して移籍。同年は打率.238と低迷していたが、移籍初年の1996年にリーグ2位の打率.333を記録して復活した。
- 飯田哲也[5]

捕手としてプロ入りしたが、野村が監督に就任した1990年に二塁手へ、1991年には外野手へとコンバートされ、1991年から7年連続ゴールデングラブ賞を受賞。
- 高津臣吾[5]

先発投手として伸び悩んでいたが、野村の薦めで遅いシンカーを習得して抑えに転向。その後長きに渡って活躍し、歴代2位の通算286セーブを挙げた。
- 吉井理人[5]

1995年に近鉄から移籍。移籍前は鈴木啓示監督との確執や自身の先発投手としての不振に苦しんでいたが、ヤクルト在籍3年間で先発として33勝を挙げて復活し、1998年からはメジャーリーグに挑戦した。
- 金森栄治[5]

1992年オフに阪神から戦力外通告を受けて移籍。代打の切り札として活躍。1995年には代打ながら.324とキャリアハイの打率を残す。野村からは数字以上に野球に対する姿勢やムードメーカーとしての存在を高く評価された。
- 小早川毅彦[12]

1996年夏に広島から引退勧告を受け、かねてより自身の不遇を気遣ってくれていた野村のいるヤクルトへの移籍を決意。打診後一時間で移籍が決定する。1997年開幕からスタメン5番として出場し、巨人のエース斎藤雅樹を3打席連続ホームランで粉砕するなど活躍。リーグ優勝、日本一に貢献した。
- 廣田浩章

1996年オフにダイエーから戦力外通告を受けて移籍。野村から投球フォームをサイドスローに変更及びシュートを磨くよう指示され、前年0勝防御率9.00から1勝3セーブ防御率2.71とし、ヤクルト退団まで3年連続で防御率2点台を守った。
- 野中徹博

1996年オフに中日から戦力外通告を受けて移籍。野村からサイドスローやシュートへの挑戦を指示され、中継ぎとして活躍。前年0勝防御率12.00から2勝3敗防御率2.28と復活を遂げた。
阪神時代
- 遠山奨志[5]

野村が監督に就任した1999年にサイドスローへと転向及びシュートへの挑戦を指示。左打者相手のワンポイントリリーフとして活躍。特に松井秀喜に滅法強く、松井を通算で13打数無安打に抑えたことから、「（松井の愛称である）ゴジラキラー」と呼ばれた。
- 成本年秀[13]

2000年オフ、ロッテから戦力外通告を受け、阪神の入団テストに合格。翌2001年は45試合に登板して20セーブを挙げ、オールスターゲーム出場・カムバック賞受賞を果たした。
- 新庄剛志[14]

野村監督就任前の1998年は打率.222・6本塁打と不振に喘いでいたが、1999年はキャンプでの投手挑戦など野村による独特の指導が奏功して復調。2000年に自己最高の28本塁打を放つと、同年オフにはメジャーリーグへと渡った。また、2022年に北海道日本ハムファイターズの監督に就任すると田中正義、松本剛、水谷瞬、斎藤友貴哉、生田目翼、フランミル・レイエス、万波中正、清宮幸太郎、田宮裕涼、郡司裕也等が大ブレイクしそれまで2年連続最下位から2024年は2位に躍進。「新庄再生工場」「野村イズムの継承者」と称された。
楽天時代
- 小倉恒[5]

2005年オフ、楽天から戦力外通告を受けて12球団合同トライアウトを受験。それが楽天の次期監督就任が決まっていた野村の目に留まり、楽天と再契約。翌2006年は58試合に登板して防御率2.18を記録した。
- 山﨑武司[5]

2007年に野村から相手の配球を読む打撃を指導され、プロ21年目・39歳にして本塁打・打点の二冠王に輝いた。その後も2011年まで楽天の4番打者として活躍した。
- 小山伸一郎[5]

1997年のプロ入りから伸び悩んでいたが、2007年に抑えに抜擢されると16セーブ防御率0.58の活躍で期待に応えた。翌2008年からも5年連続50試合以上に登板するなど救援投手として活躍した。
- 鉄平[5]

2005年オフ、中日から金銭トレードで移籍。移籍前は通算わずか5安打だったが、移籍後は外野のレギュラーとして定着。打率3割を3回記録し、2009年には首位打者に輝いた。
- 川岸強

2006年オフ、中日からテスト入団で移籍。1年目こそ不本意な成績に終わったが、翌年の2008年にはシーズン序盤に二軍から昇格。川岸の根性に目をつけ勝ちパターンに固定すると、54試合で4勝3敗3セーブ17HP防御率1.94と活躍した。

## 関連書籍
- 野村克也『野村再生工場 叱り方、褒め方、教え方』KADOKAWA<角川文庫>、2008年8月 ISBN 978-4-04-710151-7